# Coppa Libertadores 2022 (calcio a 5)
La Coppa Libertadores 2022 è stata la 20ª edizione del torneo continentale riservato ai club di calcio a 5 vincitori nella precedente stagione del massimo campionato delle federazioni affiliate alla CONMEBOL. La competizione si è disputata dal 24 settembre al 2 ottobre 2022 a Buenos Aires, in Argentina.

## Squadre partecipanti
Tutte le nazioni schierano una squadra ad eccezione dell'Argentina, paese ospitante e campione in carica che ne schiera 3, per un totale di 12 squadre.

### Lista
I club sono stati ordinati in base al risultato della federazione nell'edizione precedente.

| Rank | Squadra              | Urna |
| ---- | -------------------- | ---- |
| 1/TH | San Lorenzo          | 1    |
| 2/H  | Barracas Central     | 1    |
| 3    | Cascavel             | 1    |
| 4    | Bucaneros            | 2    |
| 5    | Panta Walon          | 2    |
| 6    | Cerro Porteño        | 2    |
| 7    | Deportivo Meta       | 3    |
| 8    | Peñarol              | 3    |
| 9    | Universidad de Chile | 3    |
| 10   | Bocca                | 4    |
| 11   | San Martín de Porres | 4    |
| 12   | Boca Juniors         | 4    |

Note
- (TH) Squadra campione in carica
- (H) – Squadra ospitante

### Formula
Le 12 squadre si affrontano in tre gironi da quattro, sorteggiati in estate. Le prime due di ogni girone e le due migliori terze accedono alla fase finale ad eliminazione diretta.

### Sorteggio
Il sorteggio dei gironi si è svolto il 29 agosto 2022.

## Fase a gironi
Tutti gli orari sono indicati come UTC-3, ora di Buenos Aires.

### Gruppo A
| Squadra              | P.ti | G | V | N | P | GF | GS | DR  |
| -------------------- | ---- | - | - | - | - | -- | -- | --- |
| Cerro Porteño        | 9    | 3 | 3 | 0 | 0 | 9  | 3  | +6  |
| San Lorenzo          | 6    | 3 | 2 | 0 | 1 | 7  | 4  | +3  |
| Bocca                | 3    | 3 | 1 | 0 | 2 | 13 | 7  | +6  |
| Universidad de Chile | 0    | 0 | 0 | 0 | 0 | 4  | 19 | -15 |

| Buenos Aires 24 settembre 2022, ore 10:00 | San Lorenzo | 3 – 1 (0-0) | Bocca | Arena Malvinas Argentinas |

| Buenos Aires 24 settembre 2022, ore 12:00 | Cerro Porteño | 5 – 1 (1-0) | Universidad de Chile | Arena Malvinas Argentinas |

| Buenos Aires 25 settembre 2022, ore 18:00 | Universidad de Chile | 1 – 3 (0-2) | San Lorenzo | Arena Malvinas Argentinas |

| Buenos Aires 25 settembre 2022, ore 20:00 | Cerro Porteño | 2 – 1 (1-0) | Bocca | Arena Malvinas Argentinas |

| Buenos Aires 26 settembre 2022, ore 14:00 | Bocca | 11 – 2 (6-1) | Universidad de Chile | Arena Malvinas Argentinas |

| Buenos Aires 26 settembre 2022, ore 16:00 | San Lorenzo | 1 – 2 (0-2) | Cerro Porteño | Arena Malvinas Argentinas |

### Gruppo B
| Squadra      | P.ti | G | V | N | P | GF | GS | DR |
| ------------ | ---- | - | - | - | - | -- | -- | -- |
| Cascavel     | 9    | 2 | 3 | 0 | 0 | 8  | 3  | +5 |
| Peñarol      | 4    | 2 | 1 | 1 | 1 | 5  | 5  | 0  |
| Panta Walon  | 3    | 2 | 1 | 0 | 2 | 6  | 7  | -1 |
| Boca Juniors | 1    | 3 | 0 | 1 | 2 | 4  | 8  | -4 |

| Buenos Aires 24 settembre 2022, ore 14:00 | Cascavel | 4 – 1 (0-0) | Boca Juniors | Arena Malvinas Argentinas |

| Buenos Aires 24 settembre 2022, ore 16:00 | Panta Walon | 2 – 3 (1-1) | Peñarol | Arena Malvinas Argentinas |

| Buenos Aires 25 settembre 2022, ore 10:00 | Peñarol | 1 – 2 (0-1) | Cascavel | Arena Malvinas Argentinas |

| Buenos Aires 25 settembre 2022, ore 12:00 | Panta Walon | 3 – 2 (1-1) | Boca Juniors | Arena Malvinas Argentinas |

| Buenos Aires 26 settembre 2022, ore 18:00 | Cascavel | 2 – 1 (1-0) | Panta Walon | Arena Malvinas Argentinas |

| Buenos Aires 26 settembre 2022, ore 20:00 | Boca Juniors | 1 – 1 (1-0) | Peñarol | Arena Malvinas Argentinas |

### Gruppo C
| Squadra              | P.ti | G | V | N | P | GF | GS | DR |
| -------------------- | ---- | - | - | - | - | -- | -- | -- |
| Deportivo Meta       | 7    | 3 | 2 | 1 | 0 | 7  | 5  | +2 |
| Barracas Central     | 4    | 3 | 1 | 1 | 1 | 9  | 7  | +2 |
| Bucaneros            | 3    | 3 | 1 | 0 | 2 | 4  | 8  | -4 |
| San Martín de Porres | 3    | 3 | 1 | 0 | 2 | 5  | 5  | 0  |

| Buenos Aires 24 settembre 2022, ore 18:00 | Barracas Central | 1 – 3 (1-0) | San Martín de Porres | Arena Malvinas Argentinas |

| Buenos Aires 24 settembre 2022, ore 20:00 | Bucaneros | 1 – 2 (0-1) | Deportivo Meta | Arena Malvinas Argentinas |

| Buenos Aires 25 settembre 2022, ore 14:00 | Deportivo Meta | 2 – 2 (2-0) | Barracas Central | Arena Malvinas Argentinas |

| Buenos Aires 25 settembre 2022, ore 16:00 | Bucaneros | 1 – 0 (0-0) | San Martín de Porres | Arena Malvinas Argentinas |

| Buenos Aires 26 settembre 2022, ore 10:00 | Barracas Central | 6 – 2 (3-1) | Bucaneros | Arena Malvinas Argentinas |

| Buenos Aires 26 settembre 2022, ore 12:00 | San Martín de Porres | 2 – 3 (1-1) | Deportivo Meta | Arena Malvinas Argentinas |

## Fase a eliminazione diretta

### Tabellone
|  | Quarti di finale | Quarti di finale |               |             | Semifinali                | Semifinali                |  |  | Finale       | Finale |
|  |                  |                  |               |             |                           |                           |  |  |              |        |
|  | Buenos Aires     |                  |               |             |                           |                           |  |  |              |        |
|  |                  |                  |               |             |                           |                           |  |  |              |        |
|  | Cerro Porteño    | 4                |               |             |                           |                           |  |  |              |        |
|  | Cerro Porteño    | 4                | Buenos Aires  |             |                           |                           |  |  |              |        |
|  | Panta Walon      | 1                |               |             |                           |                           |  |  |              |        |
|  | Panta Walon      | 1                | Cerro Porteño | 0           |                           |                           |  |  |              |        |
|  | Buenos Aires     |                  | Cerro Porteño | 0           |                           |                           |  |  |              |        |
|  |                  | Peñarol          | 2             |             |                           |                           |  |  |              |        |
|  | Peñarol (dts)    | Peñarol          | 2             | 4           |                           |                           |  |  |              |        |
|  | Peñarol (dts)    |                  | Buenos Aires  | 4           |                           |                           |  |  |              |        |
|  | Barracas Central | 2                |               |             |                           |                           |  |  |              |        |
|  | Barracas Central | 2                | Peñarol       | 1           |                           |                           |  |  |              |        |
|  | Buenos Aires     |                  | Peñarol       | 1           |                           |                           |  |  |              |        |
|  |                  | Cascavel         | 3             |             |                           |                           |  |  |              |        |
|  | Cascavel         | Cascavel         | 3             | 5           |                           |                           |  |  |              |        |
|  | Cascavel         | Buenos Aires     |               | 5           |                           |                           |  |  |              |        |
|  | Bocca            | 0                |               |             |                           |                           |  |  |              |        |
|  | Bocca            | 0                | Cascavel      | 2           | Finale per il terzo posto | Finale per il terzo posto |  |  |              |        |
|  | Buenos Aires     |                  | Cascavel      | 2           | Finale per il terzo posto | Finale per il terzo posto |  |  |              |        |
|  |                  | San Lorenzo      | 1             |             |                           |                           |  |  |              |        |
|  | Deportivo Meta   | San Lorenzo      | 1             | 1           | Cerro Porteño             | 2                         |  |  |              |        |
|  | Deportivo Meta   |                  |               | 1           | Cerro Porteño             | 2                         |  |  |              |        |
|  | San Lorenzo      | 8                |               | San Lorenzo | 4                         |                           |  |  |              |        |
|  | San Lorenzo      | 8                |               |             | 4                         |                           |  |  |              |        |
|  |                  |                  |               |             |                           |                           |  |  | Buenos Aires |        |
|  |                  |                  |               |             |                           |                           |  |  |              |        |

### Tabellone 5º-8º posto
|  | Semifinali        | Semifinali        | Semifinali |       |             | Finale 5º posto  | Finale 5º posto  | Finale 5º posto |  |
|  |                   |                   |            |       |             |                  |                  |                 |  |
|  | Panta Walon (dtr) | Panta Walon (dtr) | 0 (5)      |       |             |                  |                  |                 |  |
|  | Panta Walon (dtr) | Panta Walon (dtr) | 0 (5)      |       |             |                  |                  |                 |  |
|  | Barracas Central  | Barracas Central  | 0 (3)      |       |             |                  |                  |                 |  |
|  | Barracas Central  | Barracas Central  | 0 (3)      |       | Panta Walon | Panta Walon      | 4                |                 |  |
|  |                   |                   |            |       | Panta Walon | Panta Walon      | 4                |                 |  |
|  |                   |                   | Bocca      | Bocca | 2           |                  |                  |                 |  |
|  | Bocca             | Bocca             | Bocca      | Bocca | 2           | 6                |                  |                 |  |
|  | Bocca             | Bocca             |            |       |             | 6                |                  |                 |  |
|  | Deportivo Meta    | Deportivo Meta    | 5          |       |             | Finale 7º posto  | Finale 7º posto  | Finale 7º posto |  |
|  | Deportivo Meta    | Deportivo Meta    | 5          |       |             |                  |                  |                 |  |
|  |                   |                   |            |       |             |                  |                  |                 |  |
|  |                   |                   |            |       |             | Barracas Central | Barracas Central | 2               |  |
|  |                   |                   |            |       |             | Barracas Central | Barracas Central | 2               |  |
|  |                   |                   |            |       |             | Deportivo Meta   | Deportivo Meta   | 0               |  |

### Tabellone 9º-12º posto
|  | Finale 9º posto      |   |
|  |                      |   |
|  | Bucaneros            | 3 |
|  | Bucaneros            | 3 |
|  | San Martín de Porres | 1 |
|  | San Martín de Porres | 1 |

|  | Finale 11º posto     |   |
|  |                      |   |
|  | Boca Juniors         | 3 |
|  | Boca Juniors         | 3 |
|  | Universidad de Chile | 2 |
|  | Universidad de Chile | 2 |

### Quarti di finale
| Buenos Aires 28 settembre 2022, ore 10:00 | Cerro Porteño | 4 – 1 (1-0) referto | Panta Walon | Arena Malvinas Argentinas |

| Buenos Aires 28 settembre 2022, ore 12:00 | Cascavel | 5 – 0 (3-0) referto | Bocca | Arena Malvinas Argentinas |

| Buenos Aires 28 settembre 2022, ore 14:00 | Peñarol | 4 – 2 (d.t.s.) (1-1, 2-2, 3-2) referto | Barracas Central | Arena Malvinas Argentinas |

| Buenos Aires 28 settembre 2022, ore 16:00 | Deportivo Meta | 1 – 8 (0-5) referto | San Lorenzo | Arena Malvinas Argentinas |

### Finale 11º posto
| Buenos Aires 29 settembre 2022, ore 10:00 | Boca Juniors | 3 – 2 (1-0) | Universidad de Chile | Arena Malvinas Argentinas |

### Finale 9º posto
| Buenos Aires 29 settembre 2022, ore 12:00 | Bucaneros | 3 – 1 (1-0) | San Martín de Porres | Arena Malvinas Argentinas |

### Semifinali 5º-8º posto
| Buenos Aires 29 settembre 2022, ore 14:00 | Bocca | 6 – 5 (2-3) | Deportivo Meta | Arena Malvinas Argentinas |

| Buenos Aires 29 settembre 2022, ore 16:00 | Panta Walon          | 0 – 0 (0-0) | Barracas Central | Arena Malvinas Argentinas |
| Tiri di rigore 5 – 3                      |                      |             |                  |                           |
|                                           |                      |             |                  |                           |
|                                           | Tiri di rigore 5 – 3 |             |                  |                           |

### Semifinali
| Buenos Aires 30 settembre 2022, ore 17:00 | Cascavel | 2 – 1 (2-1) | San Lorenzo | Arena Malvinas Argentinas |

| Buenos Aires 30 settembre 2022, ore 19:00 | Cerro Porteño | 0 – 2 (0-0) | Peñarol | Arena Malvinas Argentinas |

### Finale 7º posto
| Buenos Aires 1º ottobre 2022, ore 11:00 | Barracas Central | 2 – 0 (2-0) | Deportivo Meta | Arena Malvinas Argentinas |

### Finale 5º posto
| Buenos Aires 1º ottobre 2022, ore 13:00 | Panta Walon | 4 – 2 (2-0) | Bocca | Arena Malvinas Argentinas |

### Finale 3º posto
| Buenos Aires 2 ottobre 2022, ore 10:00 | Cerro Porteño | 2 – 4 (1-1) | San Lorenzo | Arena Malvinas Argentinas |

### Finale
| Buenos Aires 2 ottobre 2022, ore 13:00 | Peñarol | 1 – 3 (1-1) | Cascavel | Arena Malvinas Argentinas |

## Classifica finale
| Rank    | Team                 |
| ------- | -------------------- |
| Oro     | Cascavel             |
| Argento | Peñarol              |
| Bronzo  | San Lorenzo          |
| 4       | Cerro Porteño        |
| 5       | Panta Walon          |
| 6       | Bocca                |
| 7       | Barracas Central     |
| 8       | Deportivo Meta       |
| 9       | Bucaneros            |
| 10      | San Martín de Porres |
| 11      | Boca Juniors         |
| 12      | Universidad de Chile |